# Antonín Filip Heinrich
Antonín Filip Heinrich, v USA znám jako Anthony Philip Heinrich či také Anton Philipp (11. března 1781 Krásný Buk – 3. května 1861 New York), byl americký skladatel narozený v Čechách a žijící převážně ve Spojených státech. Byl prvním hudebním skladatelem ve Spojených státech, který se živil výhradně hudbou.

## Život
Narodil se v chudé rodině, ale byl vychován bohatým strýcem, jehož prosperující obchod zdědil v roce 1800. Celé své jmění však ztratil v napoleonských válkách a následném hospodářském krachu. V roce 1810 se usadil ve Filadelfii, kde se stal ředitelem v divadle Southwark. Později přesídlil do Lexingtonu, kde řídil mimo jiné nejstarší známé provedení 1. Beethovenovy symfonie v USA.
V roce 1814 mu zemřela žena a Heinrich se vydal na 700 mil dlouhou pěší pouť napříč divočinou Pensylvánie a podél řeky Ohio (řeka) do Kentucky. Tato cesta se stala zážitkem, který zformoval jeho budoucí hudební vyjadřování. Příroda a její zvuky ho natolik okouzlily, že začal psát programní hudbu dříve než evropští skladatelé. Některé jeho skladby jsou charakteristické již svými názvy jako: The Dawning of Music in Kentucky, or the Pleasures of Harmony in the Solitudes of Nature; The Columbiad, or Migration of American Wild Passenger Pigeons; The Ornithological Combat of Kings, or the Condor of the Andes; The Minstrelsy of Nature in the Wilds of North America; The Wild Wood Spirits' Chant; The Treaty of William Penn with the Indians.
V Kentucky strávil rok sám ve srubu uprostřed divoké přírody. Při rekonvalescenci z vážné nemoci začal bez jakéhokoliv školení komponovat a v roce 1820 publikoval svůj Opus 1, výše zmíněnou The Dawning of Music in Kentucky, or the Pleasures of Harmony in the Solitudes of Nature. Podle jeho slov to byla „sbírka původních, morálních, vlasteneckých a sentimentálních písní pro hlas a fortepiano, zpestřená airs, valčíky, atd.“
Přijetí této skladby podnítilo Heinricha k další skladatelské činnosti. Přesídlil do Bostonu, získal si oblibu kolegů i veřejnosti (bostonský spisovatel John Rowe Parker jej dokonce nazval „americkým Beethovenem“), přesto měl stále existenční potíže. V roce 1826 odjel proto do Londýna, kde hrál na housle v orchestru v divadle Drury Lane a pokoušel se, ovšem s minimálním úspěchem, prosadit jako skladatel. V roce 1831 se vrátil do Bostonu, ale o dva roky později již byl zpátky v Drury Lane. Podnikl koncertní turné na kontinent. Se svými skladbami vystupoval v Drážďanech, Praze, Budapešti, Štýrském Hradci a dalších městech, ale bez většího úspěchu.
V roce 1837 se usadil v New Yorku. Komponoval, učil hudbě a v krátké době získal proslulost jako mírně excentrický génius, ale současníky byl uctíván jako „Otec Heinrich“. Nadšení jeho osobou vyvrcholilo na „Heinrichových hudebních festivalech“ konaných v New Yorku v letech 1842, 1846 a 1853 a v Bostonu v roce 1846. V roce 1842 předsedal ustavující schůzi Newyorské filharmonické společnosti (New York Philharmonic Society, dnešní Newyorská filharmonie).
V roce 1857 vykonal novou cestu do Evropy. Tentokrát se již dočkal vřelého přijetí, které vrcholilo koncertem v Praze na Žofíně 3. března 1857. Na německých pódiích již však tak úspěšný nebyl. Na sklonku roku 1859 se vrátil do New Yorku, kde o dva roky později zemřel v chudobě. Začínající občanská válka připravila New York o hudebníky i obecenstvo.

## Dílo
Je považován za prvního skladatele, který chtěl vytvořit původní americkou hudbu. Rozhodně jako první skladatel vůbec použil ve své tvorbě indiánské motivy. Někteří jeho hudbu charakterizují jako „vášnivě romantickou, nevázaně vynalézavou, velkolepě instrumentovanou a technicky náročnou“. Vzhledem k tomu, že se ve svém díle nevyhýbal ani improvizaci, je považován i za předchůdce aleatoriky.
Přes česko-německý původ a dlouhodobý pobyt ve Spojených státech se cítil být Čechem, což dával najevo i svými skladbami:
- The Prague Waltz
- The Fair Bohemian
- Vzpomínka na mou vlast
- Mým slovanským bratrům v Evropě.
- Elegie na smrt Josefa Jungmanna

Dílo Antonína Filipa Heinricha upadlo na čas v zapomenutí. V poslední době však prožívá renesanci a je uváděno na koncertech v celém světě. V České republice proběhla v dubnu 2011 na zámku v Příchovicích premiéra několika jeho klavírních skladeb v provedení klavíristy MgA. Pavla Farského, který se dlouhodobě studiu Henrichova díla věnuje a s úspěchem jej uvádí na českých i zahraničních pódiích.
Podrobné seznamy děl lze nalézt v externích odkazech.